# Seseli serbicum
Seseli serbicum är en flockblommig växtart som beskrevs av Árpád von Degen. Seseli serbicum ingår i släktet säfferötter, och familjen flockblommiga växter. Inga underarter finns listade i Catalogue of Life.